# Новая Балкария
Но́вая Балка́рия — село в Терском районе республики Кабардино-Балкария. Административный центр муниципального образования «Сельское поселение Новая Балкария».

## География
Селение расположено в северо-западной части Терского района, в 22 км к северу от районного центра — Терек, и в 63 км к северо-востоку от города Нальчик.
Граничит с землями населённых пунктов: Красноармейское и Опытное на юго-западе, Шикулей на западе, и Урожайное на северо-востоке.
Населённый пункт расположен на наклонной Кабардинской равнине, в переходной от предгорной в равнинную, зоне республике. Рельеф местности представляет собой в основном равнинные земли, без резких колебаний относительных высот. Средние высоты на территории села составляют 191 метр над уровнем моря. На юге постепенно возвышаются относительные и абсолютные высоты Арикского хребта.
Гидрографическая сеть в основном представлена водоканалами. К югу от села тянется главная артерия Малокабардинского канала. К северо-западу от села протекает река Терек.
Климат влажный умеренный с тёплым летом и прохладной зимой. Среднегодовая температура воздуха составляет около +10,5°С, и колеблется от средних +23,0°С в июле, до средних -2,5°С в январе. Среднесуточная температура воздуха колеблется от −5°С до +12°С зимой, и от +16°С до +30°С летом. Среднегодовое количество осадков составляет около 600 мм. Основная часть осадков выпадает в период с апреля по июнь. Основные ветры — восточные и северо-западные.

## История
Село основано в 1958 году, вернувшимися с депортации из Средней Азии — балкарцами, которые вместо возвращения на свои бывшие места жительства в высокогорных районах республики, предпочли осесть в её предгорных и равнинных частях. Для некоторых из них руководство республики выделило участок на правом берегу реки Терек.
Новый населённый пункт был основан на базе конторы Урожайненского МТС. Основная часть переселенцев прибыло на новое место из села Кёнделен.
В 1962 году новому населённому пункту было присвоено название — Новая Балкария и образован одноимённый сельский совет.
С 1970-х годов в село стали переселяться турки-месхетинцы — мигранты-репатрианты из Средней Азии, которые не получив возможности вернуться в свою историческую область Месхетия в Грузии, осели в равнинных районах Кабардино-Балкарии и некоторых других регионах Северного Кавказа.

## Население
| 2002 | 2010  | 2021  |
| ---- | ----- | ----- |
| 1184 | ↘1142 | ↗1167 |

Национальный состав
По данным Всероссийской переписи населения 2010 года:
| Народ         | Численность, чел. | Доля от всего населения, % |
| ------------- | ----------------- | -------------------------- |
| балкарцы      | 775               | 67,8 %                     |
| турки         | 322               | 28,2 %                     |
| кабардинцы    | 11                | 1,0 %                      |
| азербайджанцы | 11                | 1,0 %                      |
| другие        | 23                | 2,0 %                      |
| всего         | 1 142             | 100 %                      |

По данным Всероссийской переписи населения 2021 года:
| Народ               | Численность, чел. | Доля от всего населения, % |
| ------------------- | ----------------- | -------------------------- |
| балкарцы            | 828               | 70,95 %                    |
| турки               | 247               | 21,17 %                    |
| турки-месхетинцы    | 66                | 5,65 %                     |
| другие / не указано | 26                | 2,23 %                     |
| всего               | 1 167             | 100,0 %                    |

Половозрастной состав
По данным Всероссийской переписи населения 2010 года:
| Возраст     | Мужчины, чел. | Женщины, чел. | Общая численность, чел. | Доля от всего населения, % |
| ----------- | ------------- | ------------- | ----------------------- | -------------------------- |
| 0 — 14 лет  | 115           | 102           | 217                     | 19,0 %                     |
| 15 — 59 лет | 407           | 414           | 821                     | 71,9 %                     |
| от 60 лет   | 52            | 52            | 104                     | 9,1 %                      |
| Всего       | 574           | 568           | 1 162                   | 100,0 %                    |

Мужчины — 574 чел. (50,3 %). Женщины — 568 чел. (49,7 %).
Средний возраст населения — 33,6 лет. Медианный возраст населения — 30,6 лет.
Средний возраст мужчин — 32,6 лет. Медианный возраст мужчин — 29,4 лет.
Средний возраст женщин — 34,4 лет. Медианный возраст женщин — 32,5 лет.

## Образование
- Средняя общеобразовательная школа № 1 — ул. Центральная, 1.
- Начальная школа Детский сад

## Здравоохранение
- Участковая больница — ул. Жашуева, 10.

## Культура
- Дом Культуры
- Сельская библиотека

## Ислам
В селе действует одна мечеть.

## Экономика
Наиболее крупным предприятием на территории сельского поселения является предприятие — ООО Агрофирма «Новая Балкария». Развиваются частное и арендное землевладение.

## Улицы
Улицы

| Байсултанова |
| Лесная       |

| Новая   |
| Садовая |

| Советская   |
| Центральная |

Переулки

| Жашуева       |
| Комсомольский |

| Молодёжный |
| Северный   |

| Южный |